# 코코 엔터프라이즈
코코 엔터프라이즈는 1990년에 설립한 애니메이션 제작사이며 주로 국내 애니메이션 제작 하기도 했지만 주로 배트맨 TAS, 슈퍼맨 TAS 같은 해외 애니메이션의 하청 제작을 주로 맡았으나 2005년 이후로는 애니메이션 제작을 완전 중단하고 글로벌 자원전문기업으로 변경하여 2011년에 CNK 인터내셔널로 사명이 변경되었다.

## 제작 애니메이션
- 배트맨 TAS(1992~1995,하청제작)
- 전사 가고일(1994-1997,하청제작)
- 슈퍼맨 TAS(1996-2000,하청제작)
- 영혼기병 라젠카(1997, 서울무비와 공동제작)
- 배트맨 TAS 시즌 2(1997-1999),하청제작)
- 배트맨 비욘드(1999-2001,하청제작)
- 스파이더맨 언리미티드(1999-2001,하청제작)
- 죠니 브라보(1999-2001,하청제작)
- 더 프라우드 패밀리(2001-2005,하청제작)
- 저스티스 리그(2001-2004,하청제작)
- 말괄량이 삼총사(2002,하청제작(전체 시즌 6중 시즌 2까지))
- 파닥파닥 비행선(2002,하청제작)
- 채채퐁 김치퐁(2002, 동우애니메이션과 공동 제작)
- 짱구는 못말려(2003-2007,수입 및 라이센싱 작업)
- 라즈베리 타임즈(2004-2005, 서울무비와 공동 하청제작)